# Dichomeris blanchardorum
Dichomeris blanchardorum is een vlinder uit de familie van de tastermotten (Gelechiidae). De wetenschappelijke naam van de soort is voor het eerst geldig gepubliceerd in 1986 door Hodges.

## Type
- holotype: "male, 22.XI.1973 A. & M. E. Blanchard, USNM genitalia slide no. 10975"
- instituut: USNM
- typelocatie: "USA, Texas, Cameron County, Laguna Atascosa"[3]